# Alexandre Kantorow
Alexandre Kantorow (* 20. Mai 1997 in Clermont-Ferrand) ist ein französischer Pianist. 2019 gewann er den ersten Preis und die Goldmedaille beim Tschaikowski-Wettbewerb.

## Leben
Alexandre Kantorow wuchs in einer musikalischen Familie auf. Sein Vater ist der Geiger und Dirigent Jean-Jacques Kantorow.
Mit 5 Jahren erhielt Kantorow Klavierunterricht am Conservatoire à Rayonnement Régional de Cergy-Pontoise in Val-d'Oise, mit 8 Jahren wechselte er an das Musikkonservatorium des 10. Bezirks in Paris und wurde elfjährig zusätzlich Schüler von Pierre-Alain Volondat. Seine Schulbildung erhielt er am Gymnasium Lycée Racine in Paris, daneben besuchte er die Klavier-Klasse von Igor Laszko an der Schola Cantorum. Nach dem Abitur studierte Kantorow am Pariser Konservatorium bei Frank Braley und Haruko Ueda und absolvierte Meisterkurse bei Jean-Philippe Collard, Georges Pludermacher, Théodore Paraskivesco und Christian Ivaldi. An der École Normale de Musique de Paris war er zuletzt Schüler von Rena Schereschewskaja.
Kantorow, der sich erst nach dem Abitur entschloss, Berufsmusiker zu werden, gewann im Juli 2019 den Tschaikowski-Wettbewerb in Moskau nach dem Vortrag von Tschaikowskis 2. Klavierkonzert und Brahms’ 2. Klavierkonzert in der Finalrunde. Kantorow wurde zusätzlich mit dem Grand Prix des Gesamtwettbewerbs geehrt. Er ist der erste französische Gewinner der Sparte Klavier in der Wettbewerbsgeschichte.

## Auszeichnungen
- 2016: Stipendium „Assurance des Musiciens et des Métiers de la Musique“ beim 30. Concours européen Musiques d’Ensemble mit dem Kammermusikensemble Alda (Alexandre Kantorow Klavier, Jérémy Garbarg Violoncello und Vashka Delnavazi Geige)[9]
- 2019: Nominierung in der Kategorie Révélation, soliste instrumental für den französischen Victoires de la Musique Classique[10]
- 2019: Goldmedaille und Grand Prix beim 16. Tschaikowski-Wettbewerb in Moskau
- 2020: bester Instrumentalkünstler des Jahres beim französischen Victoires de la Musique Classique sowie Auszeichnung seiner Aufnahme der Concertos pour Klavier Nrn. 3, 4 et 5 L’Égyptien von Camille Saint-Saëns als beste französische Aufnahme klassischer Musik des Jahres 2020
- 2024: erneut Auszeichnung als bester Instrumentalkünstler des Jahres beim französischen Victoires de la Musique Classique
- 2024: Gilmore Artist Award[11][12]

## Diskografie
- Sonates françaises. Camille Chevillard: Sonate für Violine und Klavier op.8; Gabriel Fauré: Sonate für Violine und Klavier op. 13 Nr. 1; André Gedalge: Sonate für Violine und Klavier op. 12 Nr. 1 mit  Jean-Jacques Kantorow. NoMadMusic 2014.[13]
- Alexandre Kantorow – Liszt. Franz Liszt: 1. Klavierkonzert, Malédiction für Klavier und Streichorchester S. 121  und 2. Klavierkonzert mit der Tapiola Sinfonietta unter Jean-Jacques Kantorow. BIS Records 2015, Aufnahme vom November 2014, Konzerthalle Tapiola.
- À la Russe. Sergei Rachmaninow: Klaviersonate Nr. 1; Pjotr Tschaikowski: Nr. 5 und Nr. 17 aus Achtzehn Stücke op. 72, Scherzo à la russe op. 1 Nr. 1 und Der Sturm op. 18; Igor Strawinsky: Klaviertranskripte Danse infernale, Berceuse und Finale aus dem Ballett L'oiseau de feu. BIS Records 2017. Studioaufnahme vom April 2016, Studio 4'33 in Ivry-sur-Seine.
- Alexandre Kantorow – Saint-Saëns. Camille Saint-Saëns: Klavierkonzert Nr. 3, Nr. 4 und Nr. 5 mit der Tapiola Sinfonietta unter Jean-Jacques Kantorow. BIS Records 2019, Aufnahme vom Januar und Februar 2018, Konzerthalle Tapiola (vgl. Auszeichnungen 2020).

## Trivia
Bei der Eröffnungsfeier der Olympischen Sommerspiele von Paris am 26. Juli 2024 spielte Kantorow bei Regen auf der Passerelle Léopold-Sédar-Senghor das Klavierstück Wasserspiele von Maurice Ravel.